# Гаррисон, Джон
Джон Га́ррисон (Ха́ррисон; англ. John Harrison; 3 апреля 1693 — 24 марта 1776) — английский изобретатель, часовщик-самоучка. Изобрел морской хронометр, который позволил решить проблему точного определения долготы во время длительных морских путешествий. Проблема считалась столь трудноразрешимой и насущной, что Парламент Великобритании в 1714 году назначил награду за её решение в размере 20 000 фунтов стерлингов (что сопоставимо с 4,72 миллионами долларов в наше время). Гаррисон принял вызов, спустя 16 лет сконструировал первый образец хронометра и получил эту премию и медаль Копли. Доказательство решения заняло много лет, окончательный расчет по премии он получил в 1773 году, к тому моменту ему было уже 80 лет.

## Биография

Анкерный механизм спуска, изобретённый Гаррисоном

Джон Гаррисон родился в Фолби, рядом с городом Уэйкфилд, в Уэст-Йоркшире. Он был старшим сыном в семье плотника и с ранних лет помогал отцу в работе. В 1700 году семья переехала в Линкольншир.
Гаррисон получил лишь ограниченное образование, однако с детства имел живой интерес к механике и часам. Свои первые часы, все детали которых были сделаны из дерева, он собрал когда ему было 20 лет. Трое из его ранних часов сохранились до наших дней.
Долгое время он работал со своим младшим братом Джеймсом. Их первым проектом были башенные часы, которые, в отличие от остальных часов того времени, не требовали смазки.
В 1725 году изобрёл систему компенсации маятника стержнями (для устранения влияния температуры на продолжительность качания). Директор Гринвичской обсерватории Эдмонд Галлей рекомендовал его главному часовщику королевства Джорджу Грэму, который после многих опытов признал систему Гаррисона удобней собственной. В 1730 году Гаррисон сконструировал первый образец своего хронометра, испытанный в морских условиях.
Впоследствии Гаррисон достиг высокой степени совершенства в изготовлении хронометров, за что получил медаль Копли и премию в 20 000 фунтов стерлингов, которую Британское адмиралтейство назначило ещё в 1714 году за изобретение часов, позволявших определять положение корабля в море с точностью до 1°.
Восстановленные хронометры H1, H2, H3 и H4 можно увидеть в Гринвичской обсерватории. H1, H2 и H3 до сих пор ходят, H4 находится на консервации, поскольку в отличие от первых трех хронометров требует смазки для хода.

## Проблема определения долготы
Долгота определяет местоположение на Земле относительно нулевого меридиана. Долгота выражается в градусах, которые варьируются от 0° на главном меридиане до +180° на восток и −180° на запад. Чтобы определить местоположение на карте мира было предложено множество решений для нахождения долготы во время путешествия. Основные методы основывались на сравнении локального времени с временем в определенной точке, к примеру в Гринвиче или Париже. Многие из этих методов основывались на астрономических наблюдениях небесных тел, по которым можно было определить время.
Однако Гаррисон решил подойти к решению проблемы напрямую — созданием часов, по которым можно было бы точно определять время. Сложность в создании таких часов заключалась в поддержании точного времени в длительных морских путешествиях в разных условиях температуры, давления и влажности. Многие учёные, включая Ньютона и Гюйгенса, сомневались, что такие часы можно создать и делали большую ставку на астрономические наблюдения. Однако, имея такие часы, можно выставить их в полдень в Лондоне в начале путешествия и в дальнейшем определять насколько далеко от Лондона находится текущее место, вне зависимости от дальности путешествия. К примеру, если часы показывают, что в Лондоне полночь, а по местному времени полдень, значит текущее местоположение находится в противоположной точке Земли, на 180°.
Это связано с тем, что Земля постоянно вращается и, таким образом, знание точного времени на момент измерения положения известного небесного тела, такого как Солнце, является необходимым для определения местоположения судна. Эта информация в дальнейшем используется для последующих посещений этих мест при путешествиях на длинные и средние расстояния. В таких путешествиях постепенно накапливающиеся ошибки в прошлых измерениях часто приводили к крушениям судов и к неточному нанесению на карту вновь открываемых островов и береговых линий материков. Предотвращение подобных инцидентов было критично в эпоху, когда торговля и навигация была на подъёме по всему миру, вследствие развития технологий и геополитической обстановки.

## Мемориалы
В 2008 году в Кэмбридже Стивеном Хокингом были представлены часы, посвящённые памяти Джона Гаррисона. В часах используется «кузнечиковый» спусковой механизм, выполненный в виде гигантского кузнечика и названный хронофагом.

## В современной культуре
В 1995 году была издана книга Давы Собел «Долгота», в которой описывается история изобретения хронометра, впоследствии принёсшего Джону Гаррисону награду. Хотя многие указали на излишнюю драматизацию истории, книга стала бестселлером среди научно-популярных книг. В 2000 году на основе книги был снят исторический телефильм «Долгота».